# Suore di San Tommaso di Villanova

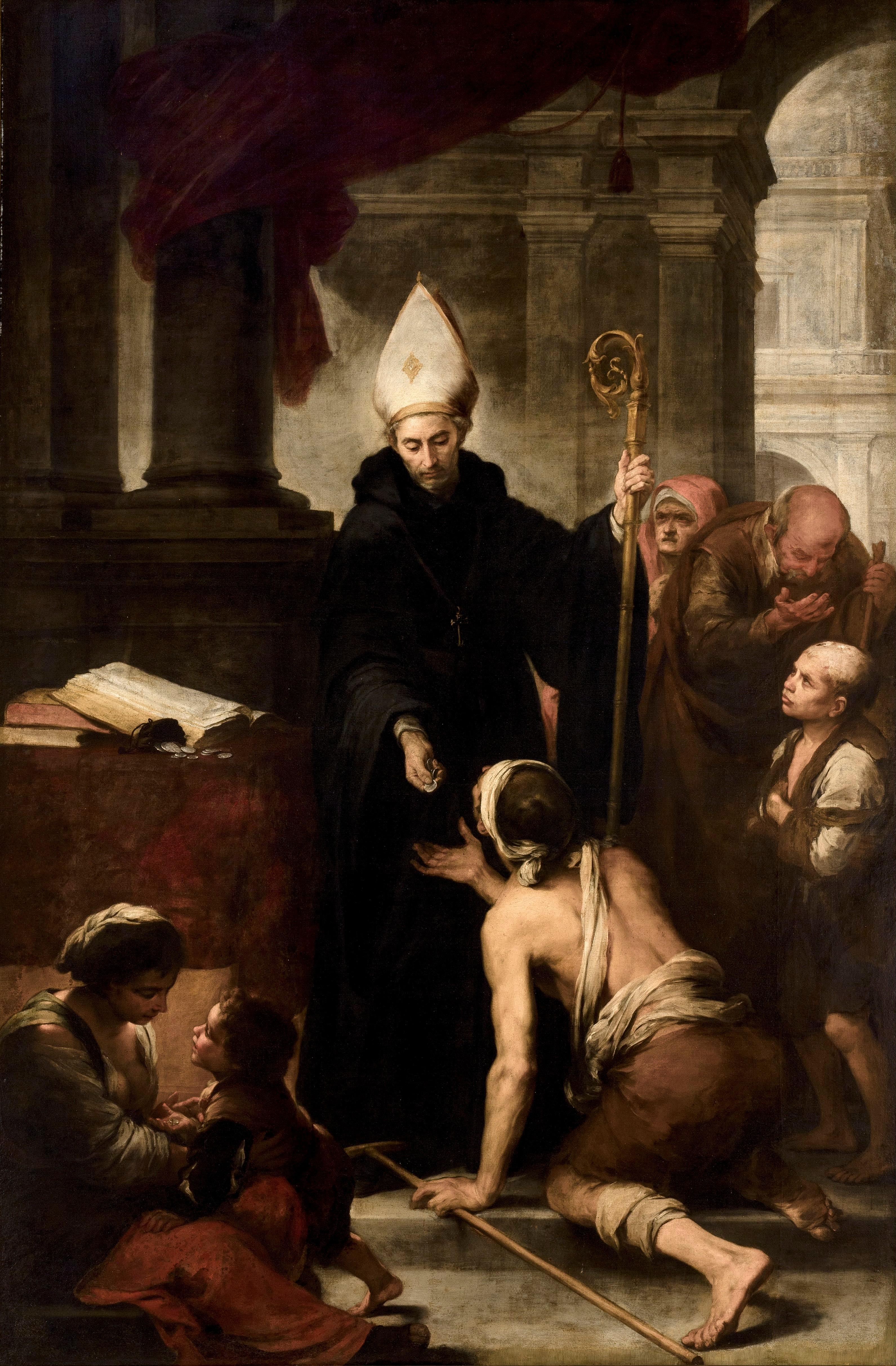
San Tommaso di Villanova, titolare della congregazione: dipinto di Bartolomé Esteban Murillo

Le Suore di San Tommaso di Villanova (in francese Sœurs Hospitalières de Saint Thomas de Villeneuve) sono un istituto religioso femminile di diritto pontificio: i membri di questa congregazione pospongono al loro nome la sigla S.T.V.

## Storia
La congregazione venne fondata da Ange Le Proust (1624-1697), priore del convento degli Eremitani di Sant'Agostino di Lamballe: per rimediare allo stato di abbandono dei piccoli ospedali di campagna, ispirato dal vescovo di Saint-Brieuc Denis de la Barde, Le Proust invitò un gruppo di terziarie agostiniane di cui era padre spirituale a lavorare come infermiere nell'ospedale Maison-Dieu di Lamballe.
Il 16 febbraio 1661 venne stipulato un contratto tra la comunità di religiose e l'ospedale, mentre il 2 marzo 1661 (data considerata istitutiva della congregazione) le suore si stabilirono nell'istituto. La congregazione venne intitolata al vescovo eremitano Tommaso di Villanova, canonizzato recentemente (1658).
I primi voti vennero emessi nel 1676 e il 20 luglio 1683 le suore di San Tommaso di Villanova vennero aggregate all'ordine degli Eremitani di Sant'Agostino. Presto le religiose estesero il loro apostolato dalla cura dei malati alle opere di educazione e alla gestione di "rifugi" per donne traviate.
La congregazione ricevette da papa Pio IX il decreto di lode il 27 luglio 1860 e le sue costituzioni vennero approvate dalla Santa Sede il 18 luglio 1873.

## Attività e diffusione
Le Suore di San Tommaso di Villanova si dedicano soprattutto all'istruzione della gioventù e all'assistenza a malati e anziani.
Sono presenti in Francia, Senegal, Perù, Benin: la sede generalizia è a Neuilly-sur-Seine.
Al 31 dicembre 2005 l'istituto contava 230 religiose in 25 case.